# 남성살해

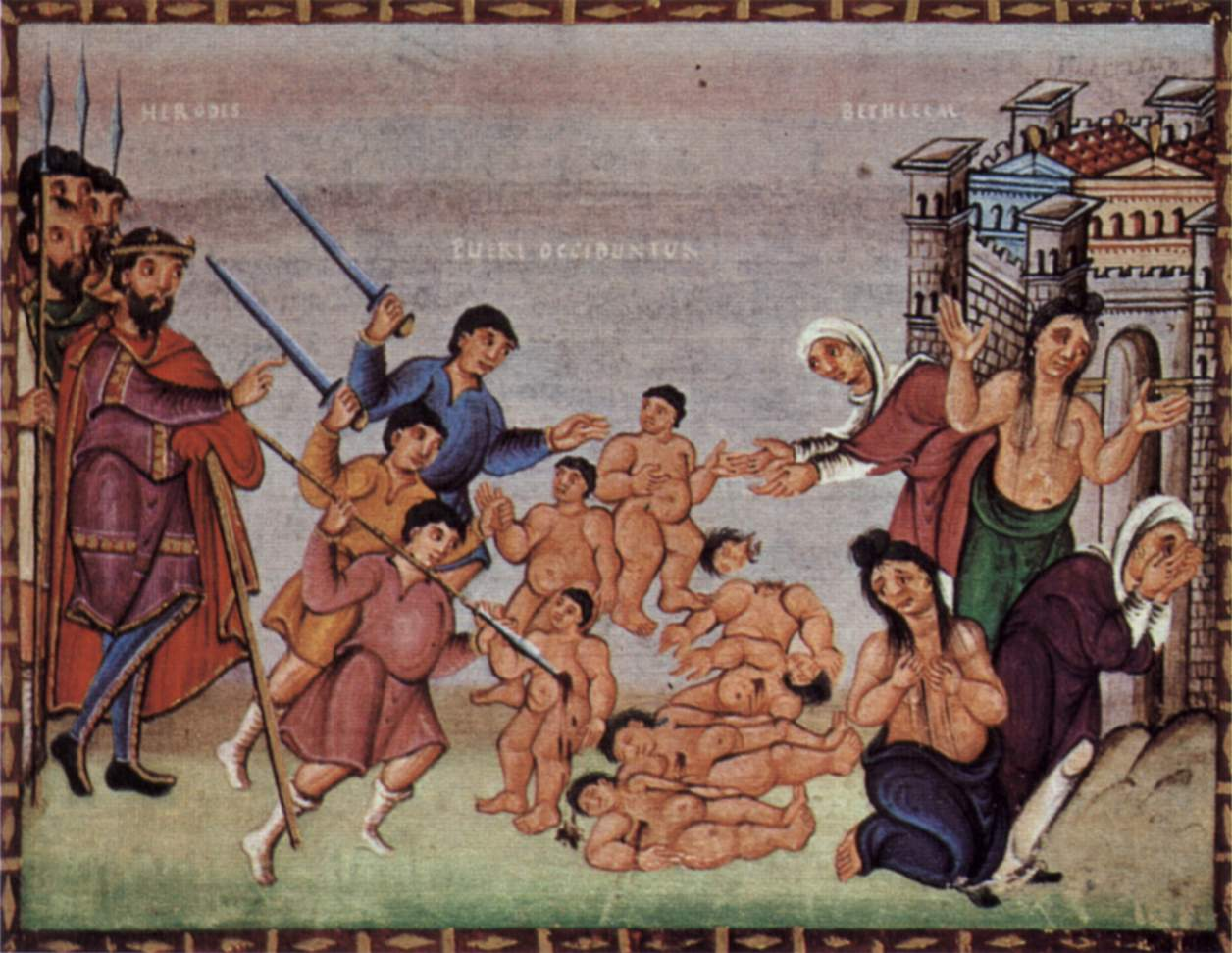
성서의 헤롯의 영아 학살 이야기에서는 국가 주도로 두 살 아래 남성 영아들이 처형되었다.

남성살해(男性殺害, androcide 안드로사이드[*])는 남성이나 소년을 체계적으로 살해하는 것을 말한다. 전세계적으로 남성은 비분쟁 사망의 79%와 직접 분쟁 사망의 대부분을 차지한다.

## 어휘
남성살해의 영어 표현인 안드로사이드(androcide)는 페미사이드와 동격의 용어이자 젠더사이드의 하위어이다. 이 혼종어의 어원학적 뿌리는 그리스어로 "남자" 또는 "소년"을 의미하는 접두사 안드로(andro)와 살인을 의미하는 라틴어 접미사 사이드(cide)의 조합에서 파생되었다.

## 인간 사회
인간 사회의 선제적 시나리오에서 남성살해는 적의 공격 능력을 저하시키기 위한 의도적인 목표가 될 수 있다. 보다 수동적인 시나리오에서의 남성살해는 징병제의 결과로써 사회 전반에 걸쳐 상당수의 남성과 소년에 대한 사형 선고를 실질적으로 통과시키는 것에 참여하거나 허용할 때 남성혐오로 비유되어 왔다. 남성살해적 적대감은 남성을 향한 경쟁 의식, 그들의 지배에 대한 도전의 인식, 또는 전자와 후자의 결합 때문일 수 있다. 여성주의에 비판적인 일부 단체와 출판사는 남성을 표적으로 삼는 것이 전쟁의 현대적 문제라고 주장해왔다. 남성살해는 또한 고대 그리스 신화 문학의 특징이기도 했는데, 남녀 사이에 불협화음이 있는 가상의 상황이 배경이 되었다.

## 전쟁
일반적으로, 군 복무는 소년과 남성을 강제 징집하여 전쟁에서 싸우게 하며, 상대편의 남성과 맞닥뜨리게 되면 불가피하게 대규모의 남성 사상자가 발생한다. 전투에 참여하지 않는 남성은 여성과 대조적으로 전쟁 안팎에서 대량 살상으로 인한 사상자의 대부분을 차지한다. 독립 인권 단체인 젠더사이드 워치는 1988년 안팔 집단학살(이라크 쿠르드족), 1915~17년 아르메니아인 집단학살, 1994년 르완다 집단학살 등, 남성을 대상으로 한 여러 젠더사이드를 기록하고 있다. 이러한 관행은 군인들이 싸우든 싸우지 않든 상대방을 경쟁자이자 자신들의 우월성에 대한 위협으로 여기기 때문에 발생한다. 또 다른 이유로 군인들은 남성들이 자기 방어를 포함한 여러 이유로 자신들에게 반격하고 죽이려고 시도할 것을 두려워한다. 여성과 소녀는 갈등을 겪을 때 성 역할로 인해 다른 대우를 받게 되며 살해당하는 것보다 성노예가 될 가능성이 더 높다. 군인에게 있어 그들 사회에서 여성의 역할이 적 남성에 비해 적 여성을 대하는 방식에 영향을 미칠 수는 있으나, 남성을 전투 병력으로 보는 견해가 여전히 널리 퍼져있어 전쟁에서의 남성살해로 이어진다.

## 식물
식물에 관련한 남성살해는 특정 작물의 꽃밥을 제거하여 직접 수분을 유도하는 시도를 들 수 있다.

## 안팔 집단학살
안팔 집단학살은 이란-이라크 전쟁의 마지막 단계에서 50,000명에서 182,000명 사이의 쿠르드족과 수천명의 아시리아인을 학살한 사건이다. 안팔 운동 기간동안 저질러진 이 행동은 사담 후세인 대통령의 명령에 따라 알리 하산 알마지드가 이끌었다. 1988년에 공식적으로 시작된 안팔은 여섯 개의 지역에서 여덟 단계로 이루어졌다. 모든 단계는 동일한 패턴을 따랐는데, 이들은 민간인을 간선도로 근처 지점으로 안내하였다. 그곳에서 자슈 부대와 만난 민간인들은 임시 접견 지점으로 이송되어 10대 남성과 남성, 여성과 어린이, 노인의 세 그룹으로 분리되었다. 10대 남성과 남성은 다시는 볼 수 없었다. 여성과 모든 어린이, 남녀 노인이 모두 수용소로 보내지는 동안 남성들은 즉시 옷을 벗고 샤왈만 착용한 채 처형당하였다. 이 남성들은 이라크 정부의 야만 행위의 희생양이 되었다. 많은 쿠르도족 남성과 소년들이 반격의 기회를 줄이기 위해 살해당하였다. 남성은 자신의 영역을 안정시키고 공격을 피하기 위해 다른 남성을 죽인다.

## 같이 보기
- 집단학살
- 스레브레니차 집단학살
- 남성에 대한 폭력
- 남성혐오